# Oak Hill (Virginia Occidentale)
Oak Hill è un comune (city) della contea di Fayette, nella Virginia Occidentale, Stati Uniti.
È la principale città all'interno della Oak Hill, WV Micropolitan Statistical Area inclusa a sua volta nella Beckley-Oak Hill, WV Combined Statistical Area.
Al censimento del 2000 dell'United States Census Bureau la sua popolazione era di 7.589 unità.
La località è nota anche per essere stato il luogo in cui, la mattina del 1º gennaio 1953, fu trovato morto sul sedile della cadillac su cui viaggiava come passeggero l'appena trentenne cantante di country music Hank Williams.